# Dragon Ball Z: Dokkan Battle
Dragon Ball Z: Dokkan Battle (japanisch ドラゴンボールZ ドッカンバトル) ist ein Handyspiel, das schon über 350 Millionen Mal weltweit heruntergeladen worden ist.

## Rezeption, Entwicklung und Veröffentlichung
Innerhalb von 3 Monaten erreichte das Spiel 15 Millionen Downloads in Japan. Am 16. November 2016 waren es dann schon 100 Millionen Downloads. Im Juli 2017 erschien das Spiel in 50 Ländern und wurde Nummer 1 im App Store mit 200 Millionen Downloads weltweit. August 2019 erreichte das Spiel 300 Millionen Downloads weltweit.
Die Spielenachrichtenseite DualShockers führte 2017 ein Interview mit dem Produzenten Toshitaka Tachibana über die Entwicklung und das Release der App.

## Spielweise
Das Spiel besteht hauptsächlich aus Brettspiel- und Sammelkartenspiel-Elementen. Das Prinzip des Brettspiel-Systems besteht darin, Items, Verstärkung und Energie auf bestimmten Feldern zu sammeln. Manche Felder beinhalten Fallen, die Lebenspunkte abziehen, und Kämpfe, die man bestehen muss. Während des Kampfes muss man mit verschiedenen Charakteren den Gegner mit einer Art Puzzlespiel besiegen. Der Spieler entscheidet selbst, welche Kugeln, die unterschiedliche Farben haben, zu welchem Charaktertyp benutzt werden. Dabei spielt die Charaktertypenfarbe eine wichtige Rolle, zum Beispiel passen rote Kugeln zu roten (STR-Typ) Charakteren. Einer Kugel in der Farbe des Charakters entsprechen 2 Energiebalken, bei 12 Balken benutzt der Charakter eine Spezialattacke.